# 旧券 (日本銀行兌換銀券)
旧券（きゅうけん）は、日本銀行券（紙幣、お札）の種類の一つ。日本銀行兌換銀券として発行されたもので、券種は、旧百円券・旧十円券・旧五円券・旧一円券の4種である。日本銀行券のシリーズの中で最初（最古）のもので、1885年（明治18年）5月9日発行開始。大黒天がデザインされているのが特徴的であり、通称大黒札と呼ばれ、後継である改造券の発行後にこのシリーズが旧券と呼ばれるようになった。旧券は全券種発行が停止されているが、旧一円券のみが現在も法的には有効である。
なお、「旧券」の語は日銀用語としての別の意味として、現在法定通貨としての効力を有する日本銀行券のうち、現在発行されていないものをいうこともある。

## 旧券の一覧
| 券種     | 表面   | 裏面   | 発行開始日               | 支払停止日・失効日                                        | 備考 |
| -------- | ------ | ------ | ------------------------ | --------------------------------------------------------- | --- |
| 旧百円券 | 大黒像 | 彩紋   | 1885年（明治18年）9月8日 | 兌換銀行券整理法により1939年（昭和14年）3月31日限りで失効 | 1897年（明治30年）10月より金兌換券扱い。 現存数は数枚程度と推定されている。 |
| 旧十円券 | 大黒像 | 彩紋   | 1885年（明治18年）5月9日 | 兌換銀行券整理法により1939年（昭和14年）3月31日限りで失効 | 1897年（明治30年）10月より金兌換券扱い。 日本銀行券の中で最初（最古）のもの。 |
| 旧五円券 | 彩紋   | 大黒像 | 1886年（明治19年）1月4日 | 兌換銀行券整理法により1939年（昭和14年）3月31日限りで失効 | 1897年（明治30年）10月より金兌換券扱い。 旧券中唯一裏面に大黒が描かれているため、通称は「裏大黒」「裏大黒5円」。 |
| 旧一円券 | 大黒像 | 彩紋   | 1885年（明治18年）9月8日 | 1958年（昭和33年）10月1日支払停止                         | 1897年（明治30年）10月より事実上の不換紙幣。 支払停止日よりかなり以前から事実上発行されていなかったと推測される。 現在でも法的には有効であるものの、古銭的価値が法貨としての額面価値を大きく上回っているため、通貨としては事実上流通していない。 |